# Die Sozialgerichtsbarkeit
Die Sozialgerichtsbarkeit (SGb) ist eine juristische Fachzeitschrift, die seit 1954 monatlich erscheint – früher im Verlag Chmielorz, nunmehr im Erich Schmidt Verlag. In manchen Jahrgängen wurde ein 13. Heft als Sonderheft herausgegeben.
Die Druckauflage betrug im Jahr 2013 eintausend Exemplare; in den Mediadaten für das Jahr 2017 wird die Auflage nicht mehr gesondert ausgewiesen.
Die Zeitschrift wendet sich in erster Linie an Praktiker und Rechtswissenschaftler, die mit dem Sozialrecht befasst sind. Jede Ausgabe ist in die Kategorien „Aufsätze“, „Aktuelle Entscheidungen“ und „Rechtsprechung mit Anmerkungen“ unterteilt. 
Herausgeber der Zeitschrift Die Sozialgerichtsbarkeit sind dreizehn Professoren und Sozialrichter. Die Schriftleitung liegt in den Händen des ehemaligen Richters am Bundessozialgericht Peter Becker und des emeritierten Professors Eberhard Eichenhofer.
Die Beiträge können im Volltext über die Datenbank Juris abgerufen und durchsucht werden.